# Ignacio Carou
Ignacio Carou (* 12. Juli 1999 in Buenos Aires, Argentinien) ist ein argentinisch-uruguayischer Tennisspieler.

## Karriere
Carou spielte nicht auf der ITF Junior Tour. Stattdessen begann er ab 2015 sofort Turniere der Profis zu spielen, zunächst nur auf der drittklassigen ITF Future Tour. 2017 platzierte er sich erstmals in der Tennisweltrangliste des Einzels, ein Jahr später schaffte er es im Einzel und Doppel unter die Top 1000, 2019 beendete er auf Rang 606 im Doppel. Im November 2019 hatte Carou seine Nationalität zu der uruguayischen geändert und trat fortan unter dieser Flagge an. 2020 gewann er den ersten Future-Titel im Doppel. 2021 spielte er die ersten zwei Male ein Einzel-Halbfinale, während er im Doppel drei weitere Future-Titel gewann. Größter Erfolg des Jahres war der Einzug ins Endspiel des Challengers in Montevideo, das erste Turnier dieser Kategorie, das er spielte. Zudem gab er im September des Jahres sein Debüt für die uruguayische Davis-Cup-Mannschaft in der Begegnung gegen die Niederlande, bei dem Carou seine zwei Matches verlor.
2022 gewann er im Einzel in Blumenau sein erstes Einzel-Match bei einem Challenger, während er im Doppel den Challenger in Lima an der Seite von Facundo Mena gewann. Darüber hinaus stand er in zwei Challenger-Halbfinals. Das Jahr schloss er damit im Einzel mit Platz 645 hinter seinem Karrierehoch von Rang 581. Im Doppel schloss er das Jahr auf Platz 266. Anfang 2023 gewann er mit Guido Andreozzi seinen zweiten Challenger-Titel in Tigre, wodurch er Platz 215 erreichte.

## Erfolge
| Legende (Anzahl der Siege) |
| Grand Slam                 |
| ATP Finals                 |
| ATP Tour Masters 1000      |
| ATP Tour 500               |
| ATP Tour 250               |
| ATP Challenger Tour (3)    |

### Doppel

#### Turniersiege
| Nr. | Datum            | Turnier  | Belag | Partner         | Finalgegner                      | Ergebnis         |
| --- | ---------------- | -------- | ----- | --------------- | -------------------------------- | ---------------- |
| 1.  | 13. August 2022  | Lima     | Sand  | Facundo Mena    | Orlando Luz Camilo Ugo Carabelli | 6:2, 6:2         |
| 2.  | 8. Januar 2023   | Tigre    | Sand  | Guido Andreozzi | Leonardo Aboian Ignacio Monzón   | 5:7, 6:4, [10:5] |
| 3.  | 28. Oktober 2023 | Curitiba | Sand  | Guido Andreozzi | Diego Hidalgo Cristian Rodríguez | 6:4, 6:4         |